# Střední zdravotnická škola a Vyšší odborná škola zdravotnická Vsetín
Střední zdravotnická škola a Vyšší odborná škola zdravotnická Vsetín je střední a vyšší odborná škola nacházející se ve městě Vsetín. Od roku 2013 je spojena s Masarykovým gymnáziem a jejím nynějším názvem je „Masarykovo gymnázium, Střední zdravotnická škola a Vyšší škola zdravotnická Vsetín“

## Historie školy
Střední zdravotnická škola ve Vsetíně byla založena roku 1953. Tehdejší učitelský sbor tvořili pouze 4 učitelé a přibližně 16 externích lékařů, společně s vyučujícími z gymnázia a právníkem. V roce 1962 na této škole přibyl obor dětská zdravotní sestra, do této doby se na škole vyučoval pouze obor zdravotní sestra. Tímto krokem se počet žákyň na škole začal zvětšovat a nastaly problémy s nedostačujícími prostory, které byly tehdy řešeny přístavbou nových učeben. V roce 1987 se škola přestěhovala do větších prostor do centra města, které využívá dodnes. V roce 1991 v těchto prostorech probíhaly rozsáhlé opravy a přestavby.
V roce 1996 byla zahájena výuka na Vyšší odborné zdravotnické škole, obor Diplomovaná zdravotní sestra, což vedlo ke změně názvu školy na „Střední zdravotnická škola a Vyšší odborná škola zdravotnická Vsetín.“ Od roku 2004 se již na Střední zdravotnické škole ve Vsetíně nevyučuje obor dětská zdravotní sestra, v roce 2011 byl na škole otevřen tříletý obor Ošetřovatel, zakončený závěrečnou zkouškou.
Roku 2013 kvůli hrozícímu uzavření školy (v důsledku nedostatku zájemců o studium) byla Střední zdravotnická škola a Vyšší odborná škola zdravotnická sloučena s nedalekým Masarykovým gymnáziem.
Od roku 2013 škola nabyla opět na popularitě a o obory, které se vyučují na této škole, je stále velký zájem. Škola disponuje řadou učebních pomůcek a odborných učeben, zájemce o studium čekají hodiny somatologie (anatomie), ošetřovatelství a dalších odborné i neodborné předměty. Škola spolupracuje se vsetínskou nemocnicí a nemocnicí ve Valašském Meziříčí. 

## Obory

### Střední zdravotnická škola
- obor Praktická sestra - jedná se o čtyřletý obor zakončený maturitní zkouškou, v minulosti známý také pod názvem „zdravotnický asistent“.
- obor Ošetřovatel - tříletý obor zakončený závěrečnou zkouškou a následným výučním listem.

### Vyšší odborná škola zdravotnická
- obor Diplomovaná všeobecná sestra - jde o denní nebo kombinované studium na 3/3.5 roku zakončený absolutoriem.